# دوراك (ماهرو)
دوراك (بالفارسية: دورک) هي منطقة سكنية تقع في إيران في قسم ماهرو الریفي. يقدر عدد سكانها بـ 31 نسمة .